# Dömitz
 Dömitz város Németországban, Mecklenburg-Elő-Pomeránia tartományában.

## Fekvése
A város az Elde és Elba folyók mellett fekszik.
Schwerintől 65 km-re délre terül el.

## Városrészek
Dömitz a következő városrészekből áll: Dömitz, Heidhof, Polz, Rüterberg, Groß Schmölen és Klein Schmölen.

## Története

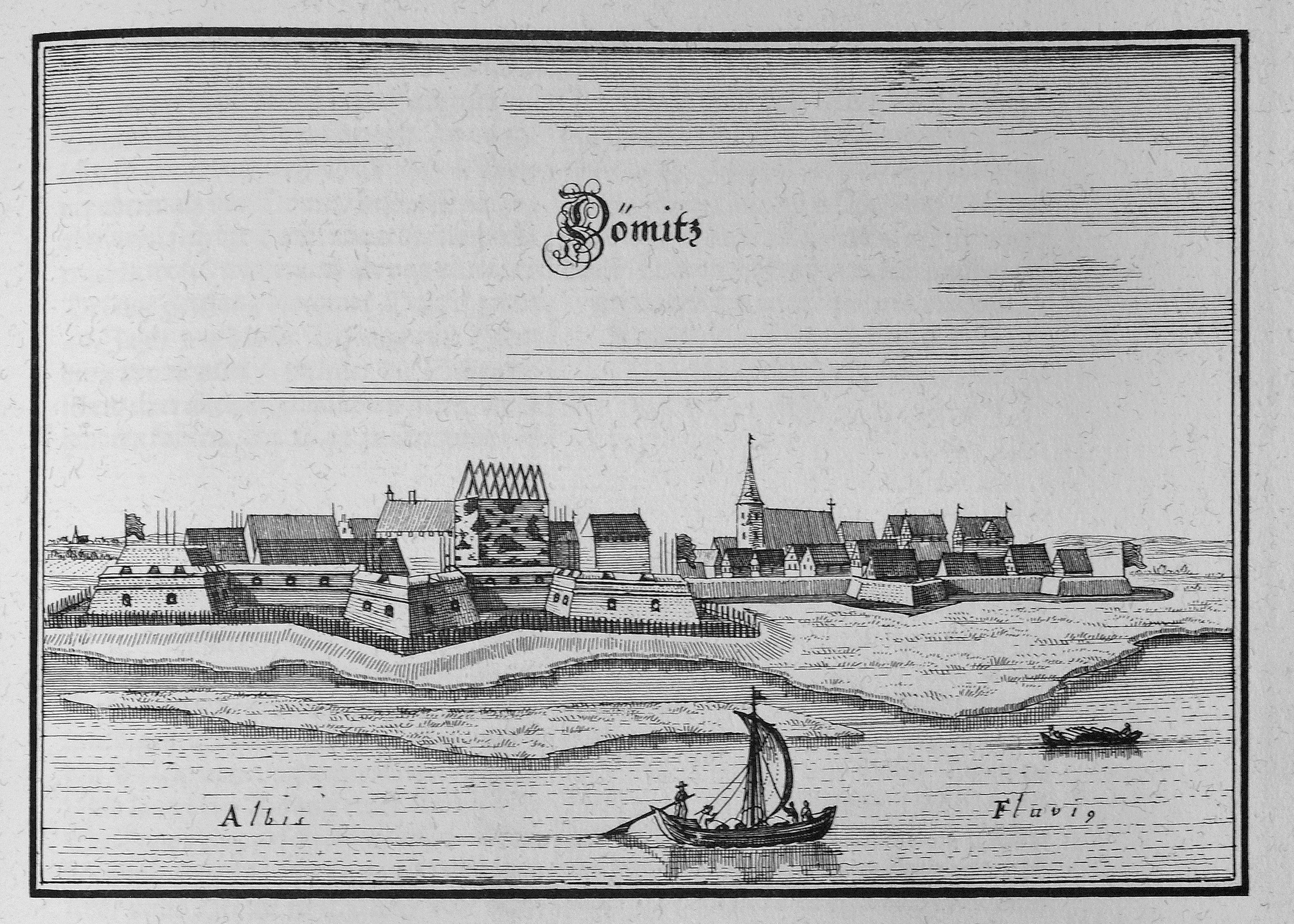
Dömitz 1650 körül

Már 1230-ban említették Dömitz egy oklevélen és  1259-ben tűnik fel mint város (civitas) .
A címert II. Frigyes Ferenc, Mecklenburg-Schwerin nagyhercege adományozta a városnak 1858. április 10-én és az 55. címerként jegyezték be Mecklenburgban.

## Politika

### A városi tanács
A település városi tanácsa 15 választott képviselőből áll.

## Turistalátványosságok
- Az óváros
- Az erőd
- A múzeum

## Galéria

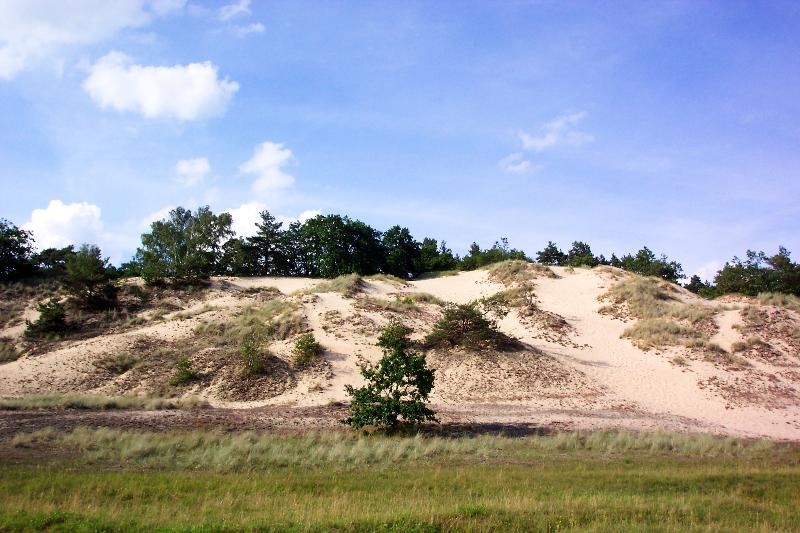
A klein schmöleni dűne
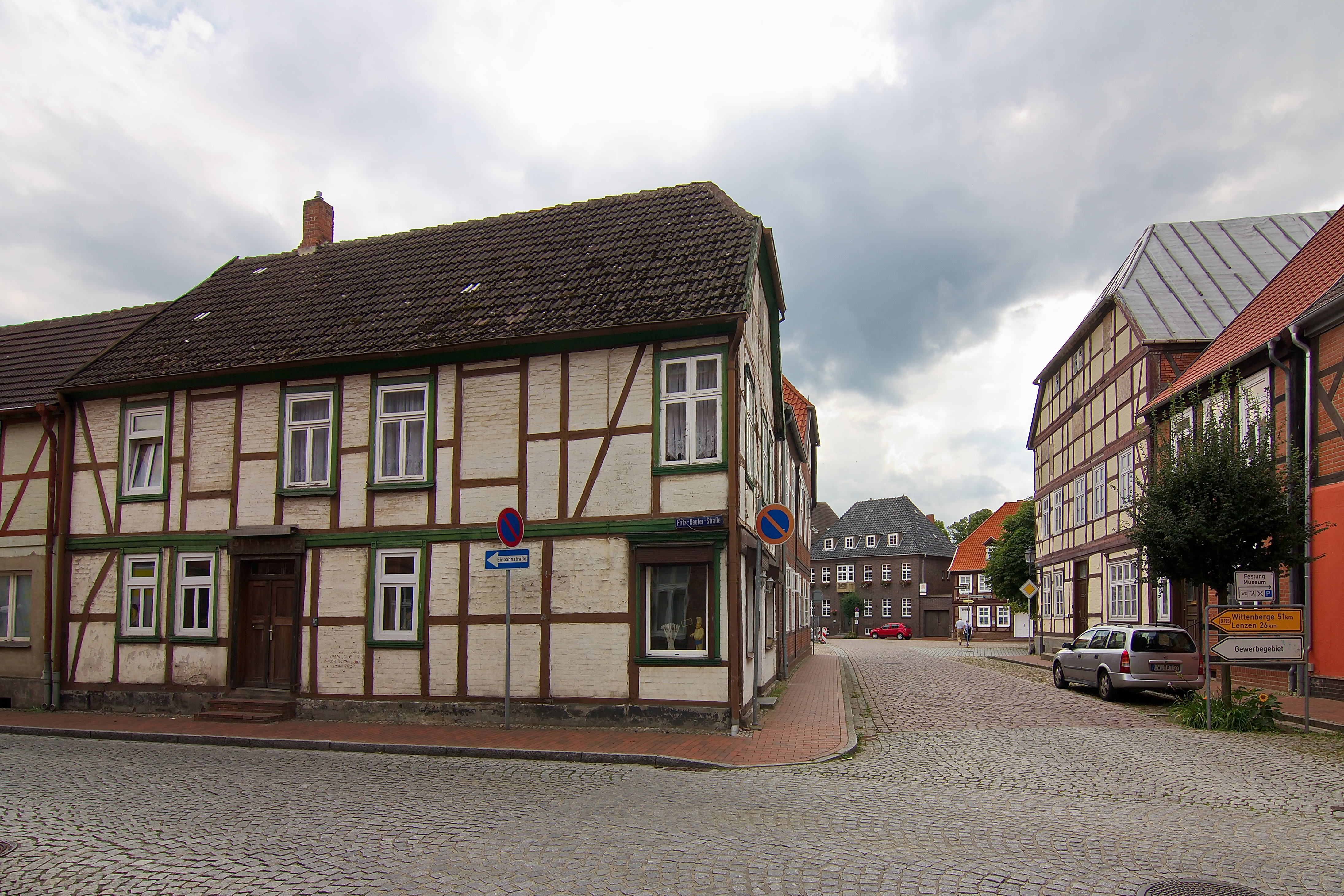
A belváros
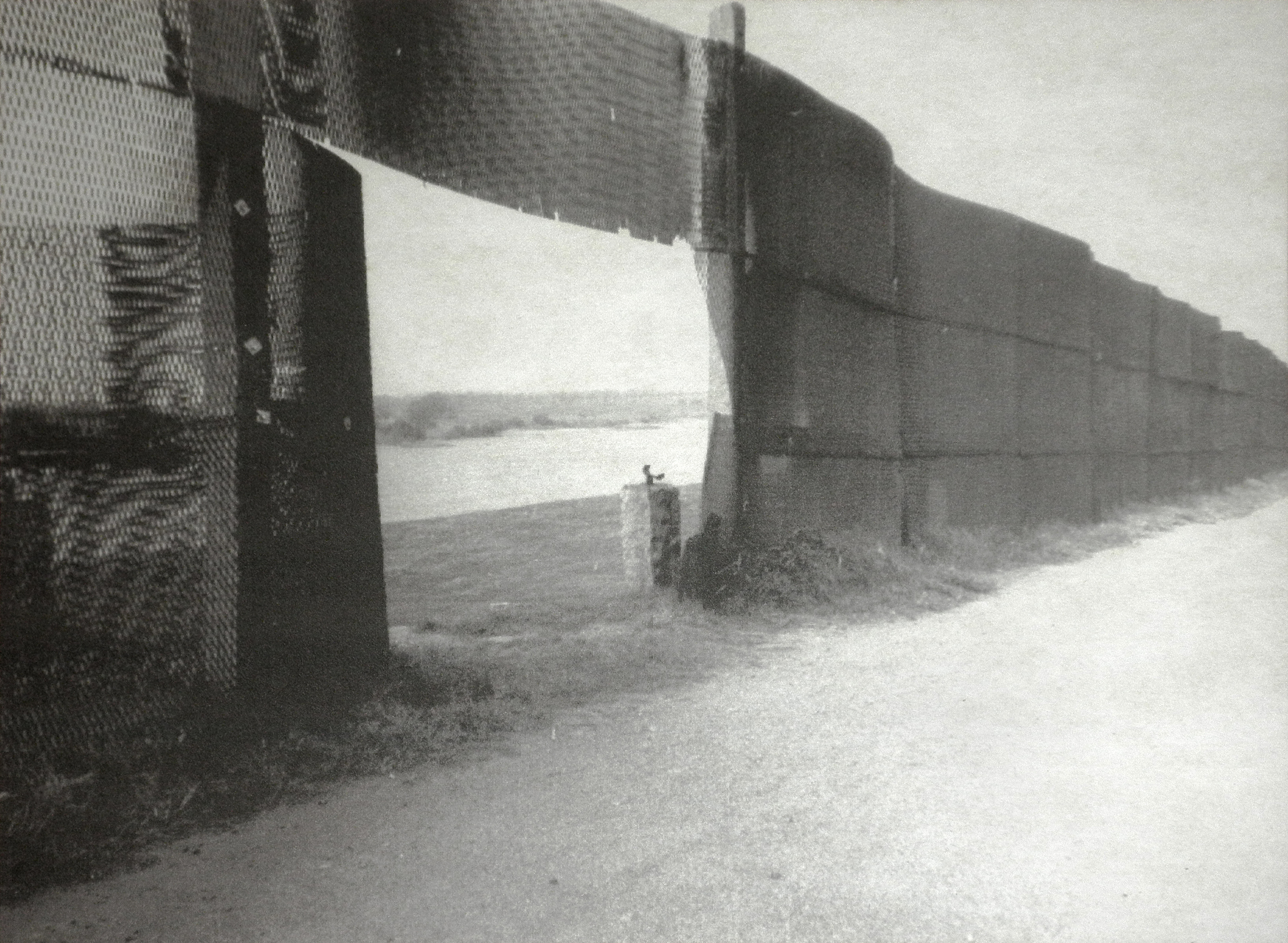
A határkerítés az Elba mellett (1989)
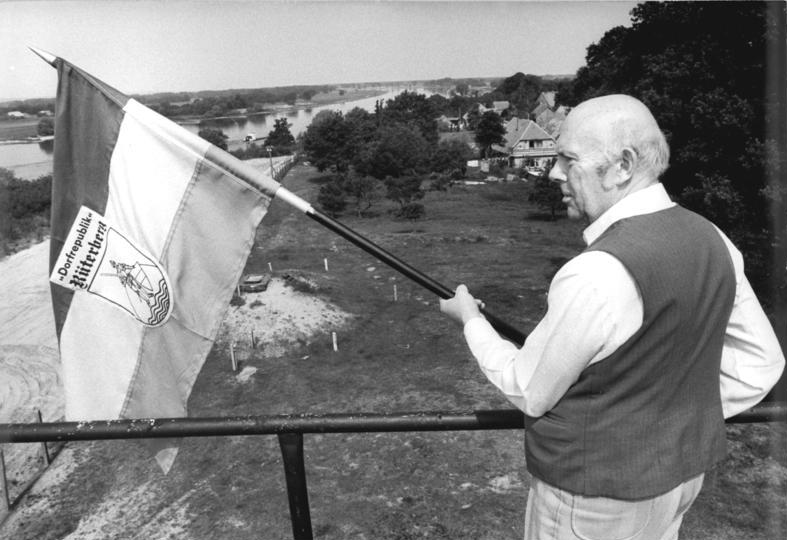
Dorfrepublik Rüterberg
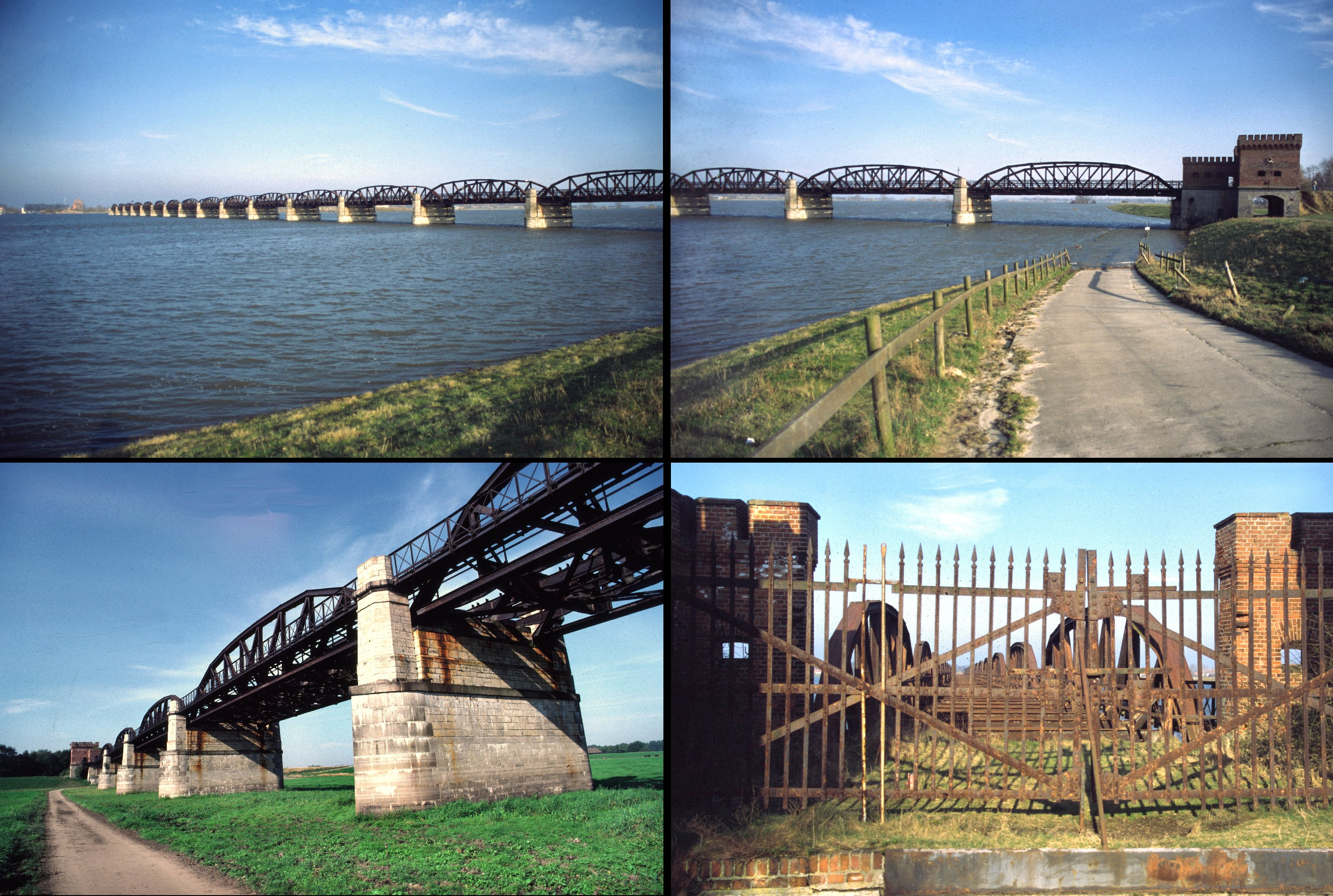
A dömitzi vasúthíd romja 1990 körül
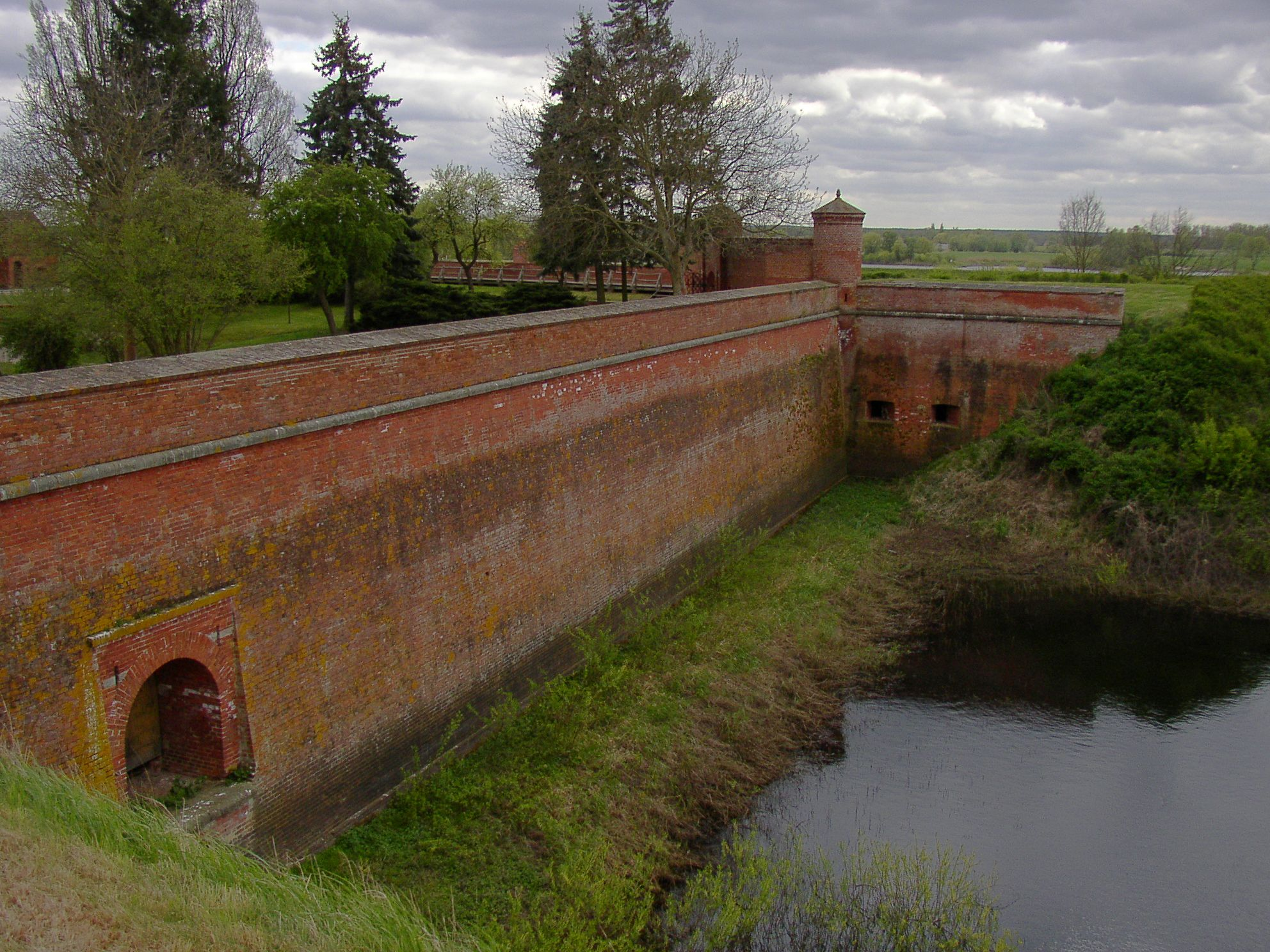
Az erőd  fala
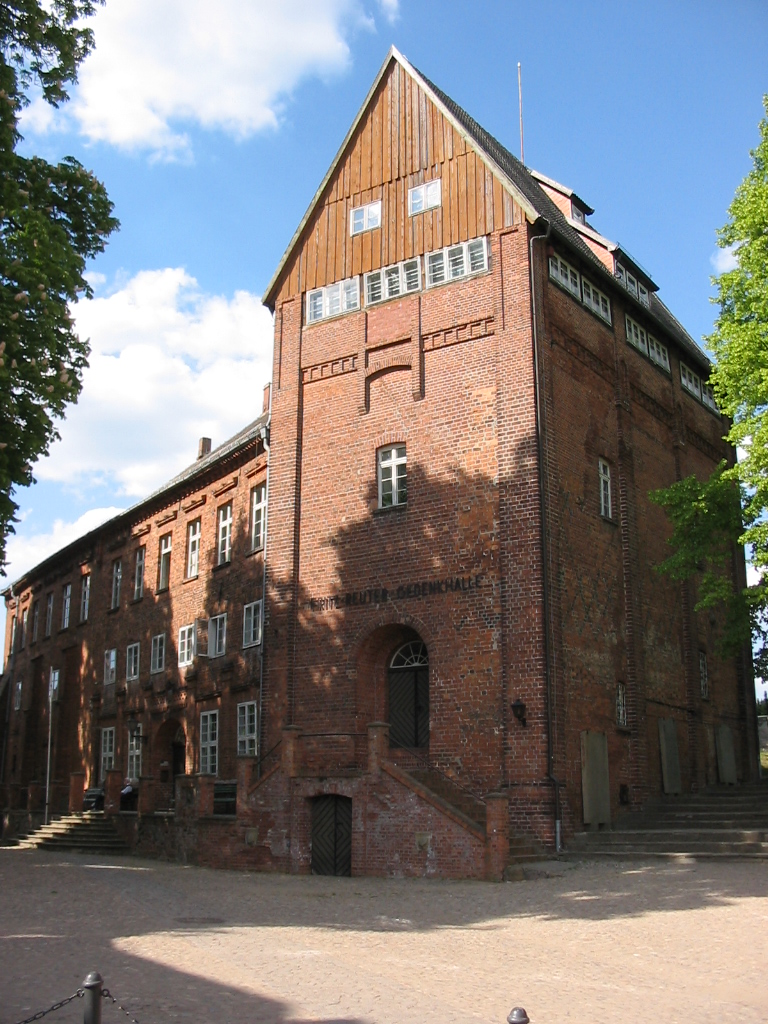
Egy épület az erődben
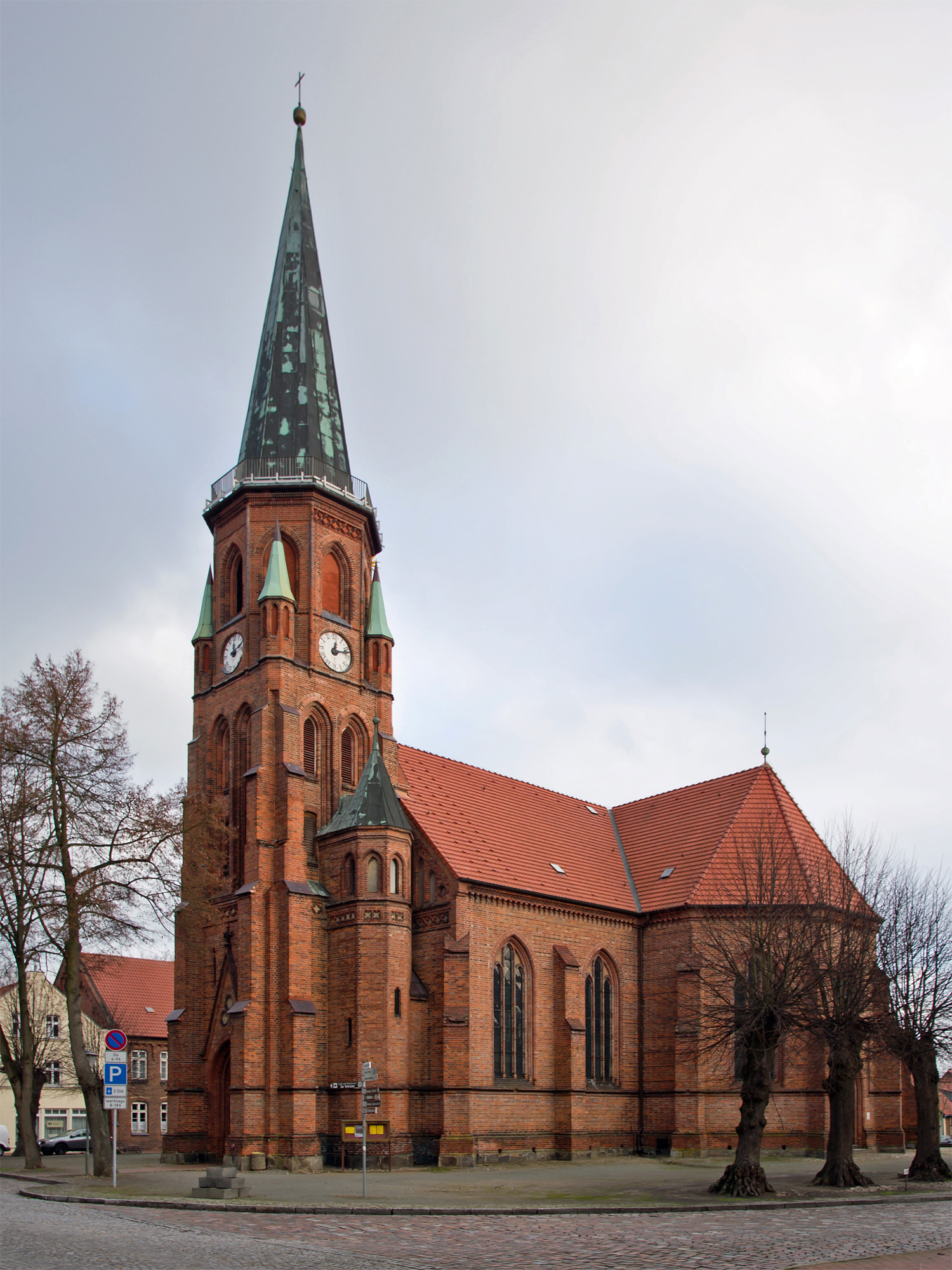
A János-templom
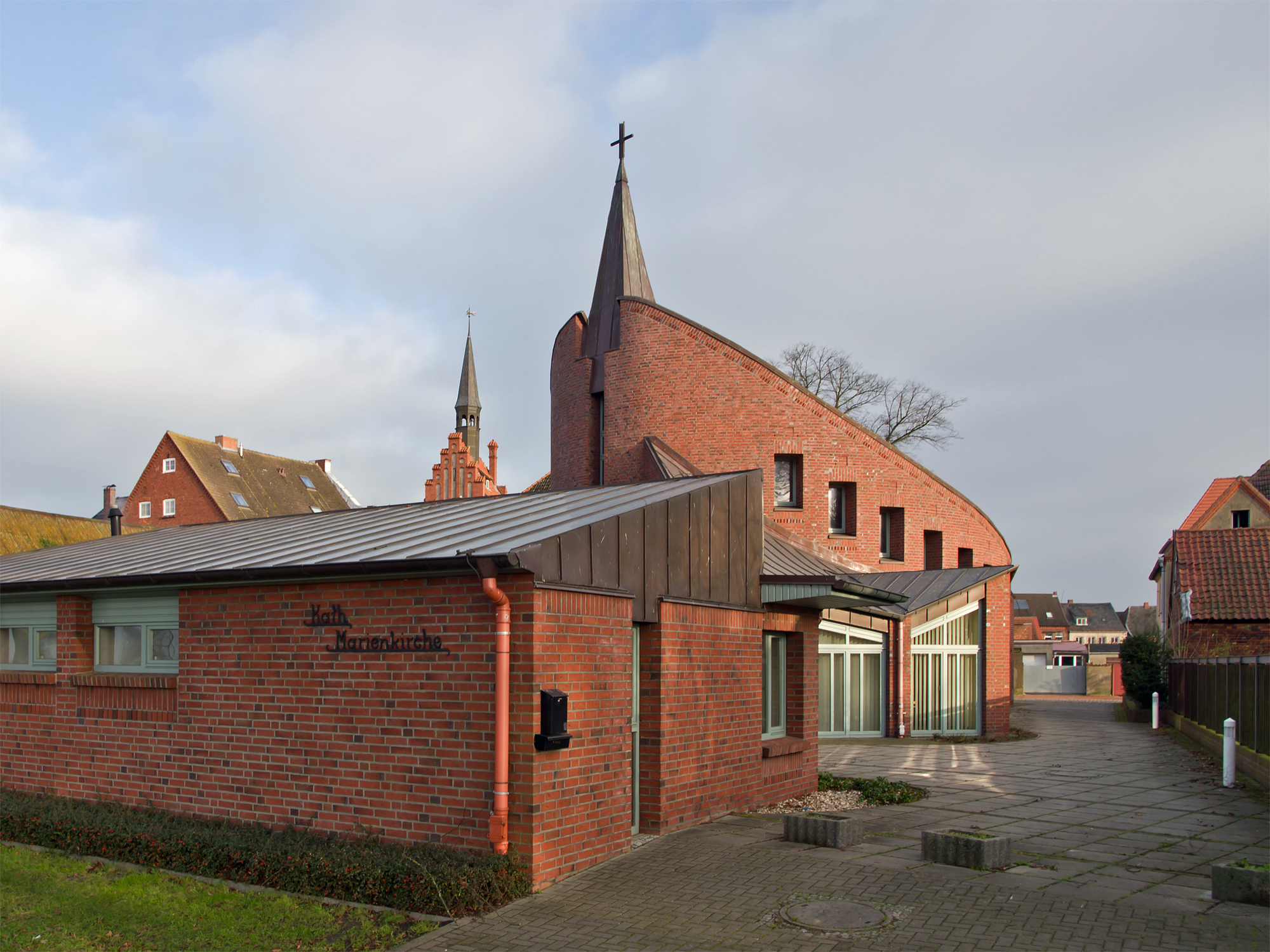
A katolikus templom
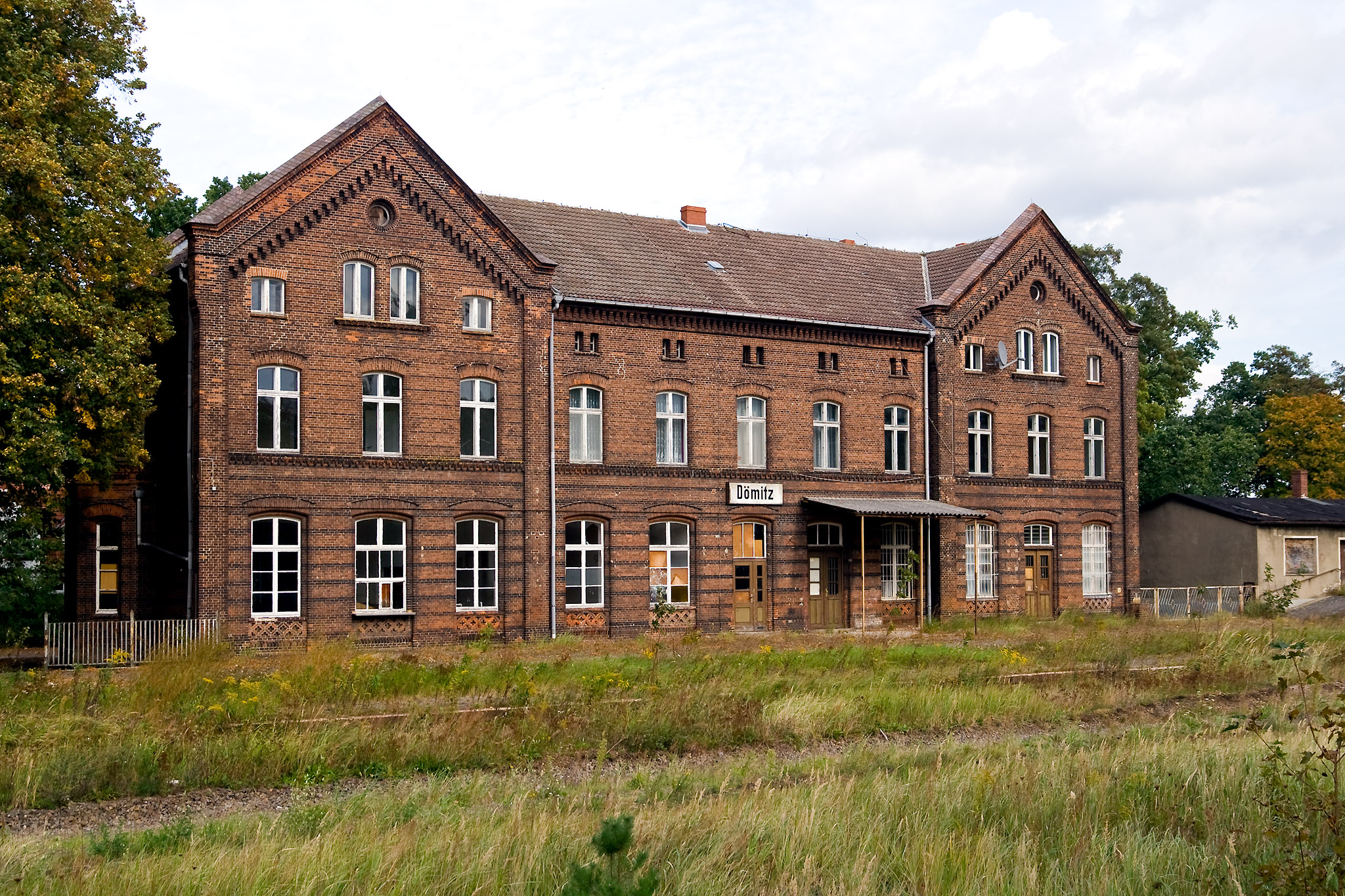
A vasutalómás épülete

## Fordítás
- Ez a szócikk részben vagy egészben  a   Dömitz című német Wikipédia-szócikk fordításán alapul.  Az eredeti cikk szerkesztőit annak laptörténete sorolja fel. Ez a jelzés csupán a megfogalmazás eredetét és a szerzői jogokat jelzi, nem szolgál a cikkben szereplő információk forrásmegjelöléseként.